# جاستن هيرمان
جاستن هيرمان (بالإنجليزية: Justin Herman)‏ هو منتج أفلام وكاتب سيناريو ومخرج أمريكي، ولد في 29 أبريل 1907 في فيلادلفيا في الولايات المتحدة، وتوفي في 3 ديسمبر 1983 في نيو هوب في الولايات المتحدة.

## وصلات خارجية
- جاستن هيرمان على موقع IMDb (الإنجليزية)
- جاستن هيرمان على موقع أول موفي (الإنجليزية)
- جاستن هيرمان على موقع قاعدة بيانات الفيلم (الإنجليزية)
- جاستن هيرمان على موقع كينوبويسك (الروسية)